# Wittenbeck
Wittenbeck è un comune del Meclemburgo-Pomerania Anteriore, in Germania.
Appartiene al circondario di Rostock ed è amministrato dall'Amt Bad Doberan-Land.